# جون ريتشارد كلارك هول
جون ريتشارد كلارك هول (بالإنجليزية: John Richard Clark Hall)‏ (و. 1855 – 1931 م) هو أستاذ جامعي، ومحام بالقضاء العالي، وعالم الإنجليزية  بريطاني، توفي في إيستبورن، عن عمر يناهز 76 عاماً.